# نوروز در ترکمنستان

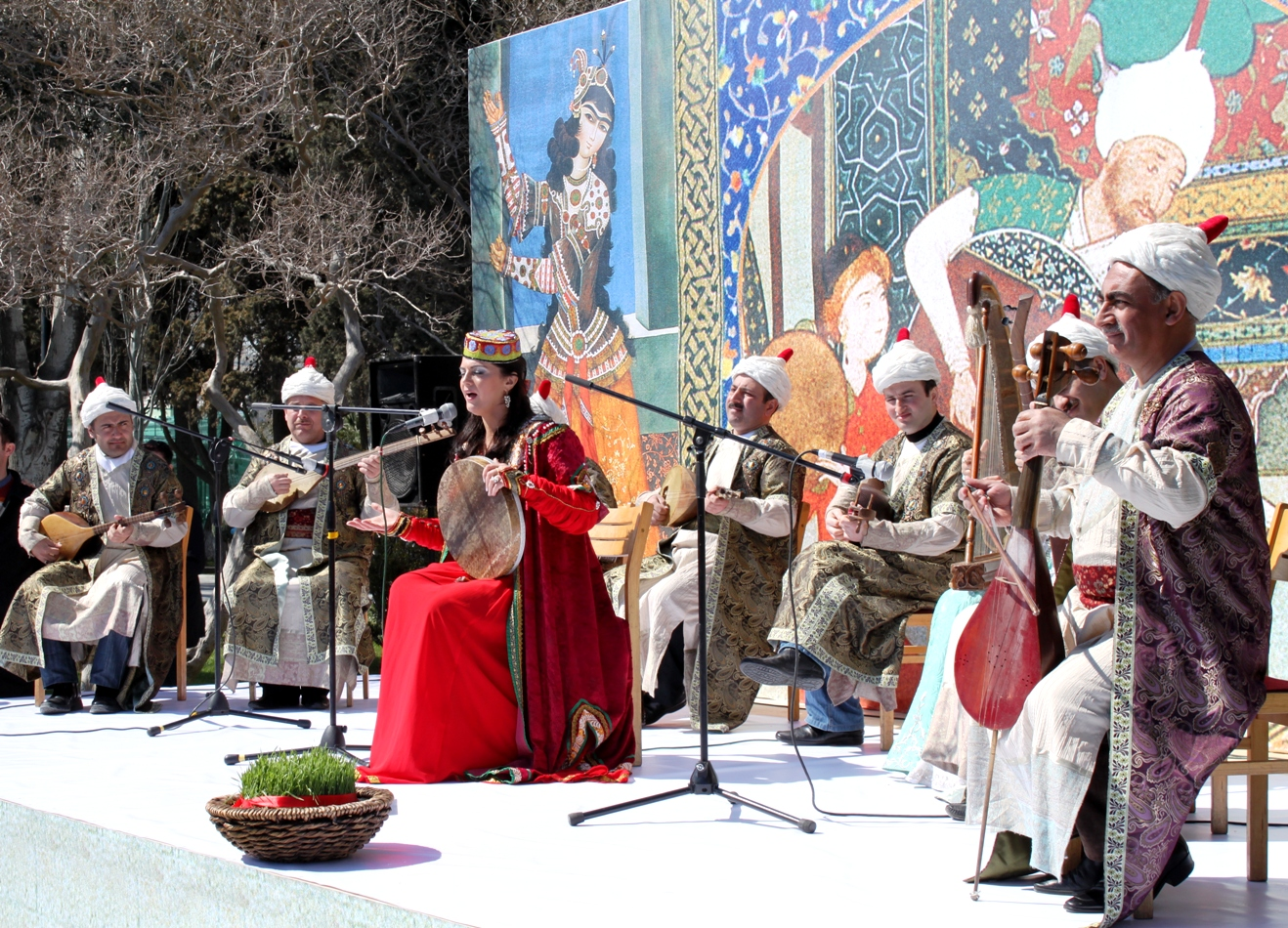

پس از استقلال ترکمنستان به فرمان رئیس‌جمهور این کشور به منظور احیای رسم دیرین کشور سال نو را «نوروز» اعلام کرده و هر ساله در ۲۱ مارس جشن گرفته می‌شود. در این کشور طبق رسم قدیم و جدید، دو بار در سال جشن سال نو گرفته می‌شود. یکی به استناد تقویم میلادی و دیگری عید نوروز به نشانه احیای دوباره آداب و رسوم دیرینه مردم ترکمنستان.
در ترکمنستان عید نوروز جشن کشاورزانی است که آذوقه مردم را تأمین می‌کنند و به همین دلیل کشاورزان دامنه‌های کوه «کپت داغ» و کناره‌های آمودریا با عظمت خاصی نوروز را جشن می‌گیرند.
به اعتقاد مردم ترکمنستان، زمانی که جمشید به عنوان چهارمین پادشاه پیشدادیان بر تخت سلطنت نشست، آن روز را نوروز نامید. 

- دید و بازدید: در استقبال از نوروز ترکمن‌ها از روزها قبل از پایان اسفند به آذین بندی شهرها و روستاهای خود و نیز تدارکات پذیرایی‌ها و میهمانی رفتن‌ها و میهمانی دادن می‌پردازند.
- رقص و آواز: رقص و آوازهای محلی جزو جدایی ناپذیر مراسم سنتی ترکمن‌ها در استقبال از تجدید حیات طبیعت است و مسابقات اسب سواری که در میان ترکمن‌ها جایگاه خاصی در همهٔ طول سال دارد، در نوروز بیشتر مورد توجه قرار می‌گیرد و از این همین رو جشن‌های نوروزی ترکمن‌ها با مسابقات اسب سواری توام است و این مسابقه‌ها از ارکان اصلی جشن‌های نوروزی ترکمن هاست.
- آشپزی: زنان ترکمن از روزها قبل از نوروز اقدام به طبخ انواع شیرینی و خوراکی‌های شیرین که سمنو حتماً یکی از آنهاست، شیرینی را در سال نو به خانه می‌آورند. از غذاها و شیرینی‌های سنتی و محلی ترکمن‌ها نوروز کچه، نوروز بامه‌است که جای خاصی در سفره‌های نوروزی ترکمن‌ها دارد. مردم ترکمنستان در این روزها با پختن غذاهای معروف نوروزی مانند نوروزکوجه، نوروز بامه، سمنی (سمنو) و اجرای بازی‌های مختلف توسط جوانان ترکمن حال وهوای دیگری به این جشن و شادی می‌دهند.[۳]
- مسابقات: آیین‌های عمومی نوروزی در ترکمنستان معمولاً در میدان‌ها اصلی شهرها و روستاها برگزار می‌شود و مردان و زنان جوان ترکمن نیز در روزهای جشن، بازی‌ها و سرگرمی‌های ویژه‌ای از جمله سوارکاری، کشتی، پرش برای گرفتن دستمال از بلندی، برپایی جنگ خروس، شاخ زنی قوچ‌ها و بازی شطرنج برگزار می‌کنند.

به هنگام انجام این بازی‌ها و سرگرمی‌ها، ترکمن‌ها زیادی در محل جمع می‌شوند و با تشویق‌های پی در پی به این مسابقات رونق خاصی می‌دهند. پوشیدن لباس نو، دید و بازدید و پریدن از روی آتش از دیگر رسوم ترکمن‌ها در ایام عید نوروز است.